# La batteria, il contrabbasso, eccetera
Deváté Battistiho album Lucio Battisti, la batteria, il contrabasso, eccetera se v roce 1976 v Itálii stalo po dobu šestnácti týdnů nejprodávanějším albem a nejprodávanějším v celém roce 1976. Bylo po roční odmlce velmi dychtivě očekáváno.
Největším hitem se stala píseň Ancora tu vydaná i v angličtině a španělštině. Battistimu vrátila oblibu některých fanoušků šokovaných předchozím albem Anima latina.
Ve stejném roce šokoval Battisti dvěma činy. Za prvé oznámil sňatek s partnerkou Letizií Veronese, se kterou měl tou dobou téměř tříletého syna Lucu (vizte album Il nostro caro angelo). Druhým závažnějším bylo ukončení veřejného vystupování. Uskutečnil poslední turné v životě se skupinou Formula Tre. Prohlásil:„Již nikdy nepromluvím, protože umělec musí komunikovat se svým publikem pouze prostřednictvím své práce.“

## Seznam skladeb
V závorce je uveden počet hvězdiček dle CROSBOSP.
1. Ancora tu 4:43 (5)
2. Un uomo che ti ama 6:06 (6)
3. La compagnia 5:47 (5)
4. Io ti venderei 4:31 (3)
5. Dove arriva quel cespuglio 4:09 (7)
6. Respirando 4:56 (7)
7. No dottore 5:42 (7)
8. Il veliero 5:59 (5)
9. Ancora tu - coda 0:37 (1)